# Mercy Genesis
Miesinnei Mercy Genesis (* 20. September 1997 in Gbaraun, Southern Ijaw, Bundesstaat Bayelsa) ist eine nigerianische Ringerin. Bei einer Körpergröße von 1,52 m beträgt ihr Wettkampfgewicht 48 kg.

## Beruflicher Werdegang
Mercy Genesis studiert Gesundheitsbildung und Sportwissenschaft an der University of Port Harcourt in Port Harcourt. Sie begann mit Freistilringen im Jahr 2012. Trainiert wird sie vom olympischen Ringer Victor Kodei. Ihr Vorbild ist Daniel Igali.

## Internationale Erfolge
Ihren ersten internationalen Erfolg im Freistilringen hatte sie bei den Ringer-Afrikameisterschaften der Junioren 2014 in Alexandria in der Gewichtsklasse bis 52 kg. Sie erhielt dort eine Silbermedaille hinter Habiba Toleb.
Sie gewann Gold bei den Afrikaspielen 2015 in Brazzaville in der Gewichtsklasse 48 kg (Fliegengewicht). Bei den Olympischen Sommerspielen 2016 schied sie in der Gewichtsklasse bis 48 kg in der 2. Runde mit 0:3 gegen Iwona Matkowska aus, nachdem sie in der 1. Runde ein Freilos hatte. Für die Olympischen Spiele hatte sie sich bei einem Qualifikationsturnier in Algier im April 2016 qualifiziert, dass sie gewann. Bei den Ringer-Afrikameisterschaften 2017 in Marrakesch gewann sie erneut Gold in der 48-kg-Klasse. Ab 2018 nahm sie an den Ringer-Afrikameisterschaften in der 50-kg-Klasse teil und gewann die Meisterschaft 2018 in Port Harcourt, 2019 in Hammamet und 2020 in Algier. Bei den Commonwealth Games 2018 in Gold Coast war sie Dritte geworden. Die Afrikaspiele erneut gewinnen konnte sie 2019 in El Jadida.
Bei den 1. World Beach Games im Oktober 2019 in Doha gewann sie im Beach Wrestling, einer Sportart des Verbandes United World Wrestling, die Silbermedaille. Am 12. Februar 2021 wurde bei ihr aufgrund einer Dopingprobe aus Doha die Einnahme von Furosemid nachgewiesen, woraufhin sie ihre Medaille zurückgeben musste. Sie legte keinen Einspruch dagegen ein, United World Wrestling verhängte jedoch keine Sperre. In Birmingham gewann sie in der Gewichtsklasse bis 50 kg die Commonwealth Games 2022. Bei den Afrikaspielen 2023 in Accra im Freistil bis 50 kg siegte sie erneut.

### Tabellarisch
| Jahr | Platz | Wettbewerb                                              | Gewichtsklasse | Ergebnisse                                                                                   |
| ---- | ----- | ------------------------------------------------------- | -------------- | -------------------------------------------------------------------------------------------- |
| 2014 | 02.   | Ringer-Afrikameisterschaften der Junioren in Alexandria | bis 52 kg      | nach Habiba Toleb (Ägypten), vor Sadia Morsely (Algerien)                                    |
| 2015 | 01.   | Afrikaspiele 2015 in Brazzaville                        | bis 48 kg      | vor Rebecca Muambo (Kamerun) und Marwa Mezyani (Tunesien)                                    |
| 2016 | 04.   | Ringer-Afrikameisterschaften in Alexandria              | bis 53 kg      |                                                                                              |
| 2016 | 01.   | Olympisches Qualifikationsturnier in Algier             | bis 48 kg      | vor Rebecca Muambo (Kamerun) und Hanene Salaouandji (Algerien)                               |
| 2016 | 14.   | Olympische Sommerspiele 2016 in Rio de Janeiro          | bis 48 kg      |                                                                                              |
| 2017 | 01.   | Ringer-Afrikameisterschaften in Marrakesch              | bis 48 kg      | vor Sarra Hamdi (Tunesien) und Chaimaa Kheira Yahiaouchi (Algerien)                          |
| 2017 | 16.   | Ringer-Weltmeisterschaften 2017 in Paris                | bis 48 kg      |                                                                                              |
| 2018 | 01.   | Ringer-Afrikameisterschaften in Port Harcourt           | bis 50 kg      | vor Chaimaa Kheira Yahiaouchi (Algerien) und Sarra Hamdi (Tunesien)                          |
| 2018 | 03.   | Commonwealth Games 2018 in Gold Coast                   | bis 50 kg      | hinter Vinesh Phogat (Indien) und Jessica MacDonald (Kanada)                                 |
| 2019 | 01.   | Ringer-Afrikameisterschaften in Hammamet                | bis 50 kg      | vor Nada Mohamed (Ägypten) und Chaimaa Kheira Yahiaouchi (Algerien)                          |
| 2019 | 01.   | Afrikaspiele 2019 in El Jadida                          | bis 50 kg      | vor Sarra Hamdi (Tunesien) und N’de Caroline Yapi (Kamerun)                                  |
| 2019 | 18.   | Ringer-Weltmeisterschaften 2019 in Nur-Sultan           | bis 50 kg      |                                                                                              |
| 2020 | 10.   | Matteo-Pellicone-Turnier in Rom                         | bis 50 kg      |                                                                                              |
| 2020 | 01.   | Ringer-Afrikameisterschaften in Algier                  | bis 50 kg      | vor Nada Mohamed (Ägypten) und Sarra Hamdi (Tunesien)                                        |
| 2022 | 01.   | Commonwealth Games 2022 in Birmingham                   | bis 50 kg      | vor Madison Parks (Kanada) und Pooja Gehlot (Indien)                                         |
| 2024 | 01.   | Afrikaspiele 2023 in Accra                              | bis 50 kg      | vor Nada Mohamed (Ägypten) und Rosine Ntsa Assouga (Kamerun)                                 |
| 2024 | 01.   | Ringer-Afrikameisterschaften in Alexandria              | bis 50 kg      | vor Rosine Ntsa Assouga (Kamerun), Ibtissem Doudou (Algerien) und Nourhene Hedhli (Tunesien) |